# Ерёменко, Яков Филиппович
Яков Филиппович Еременко (25 апреля 1900 — 13 февраля 1945) — советский военачальник в Великой Отечественной войне, гвардии генерал-майор (1943).

## Биография
Родился в 1900 году в слободе Воскресеновке (ныне — посёлок городского типа Октябрьский Белгородского района Белгородской области). Украинец.

### Военная служба

#### Гражданская война
1 февраля 1918 года добровольно вступил в красногвардейский отряд, сформированный при Дмитро-Тарановском сахарном заводе, в том же месяце отряд влился в 1-й Белгородский отряд. В его составе красногвардейцем и младшим командиром сражался против немцев в районах Белгорода и Обояни. В июне перешел с отрядом в РККА и зачислен в команду связи 5-го Курского полка на должность заведующего инженерно-техническим имуществом. В сентябре полк был направлен на Восточный фронт на подавление мятежа Чехословацкого корпуса. По прибытии он вошел в состав 1-й бригады 15-й Инзенской стрелковой дивизии и участвовал в боях под Симбирском, Самарой и Уфой. В январе 1919 года вместе с дивизией убыл на Южный фронт, где участвовал в боях против войск генералов П. Н. Краснова и А. И. Деникина под Воронежем, в Донской обл. и в районе Луганска. В сентябре Я. Ф. Еременко был командирован на 1-е Московские инженерно-технические курсы. Проучившись 1,5 месяца, он был направлен под Петроград, где назначен пом. начальника связи 129-го стрелкового полка. В его составе воевал с войсками генерала Н. Н. Юденича. В январе 1920 года назначен начальником связи этого полка. В апреле заболел и находился на лечении в госпитале в городе Рязань, по выздоровлении в июне назначен в отдельную роту связи 180-й бригады 60-й стрелковой дивизии. В должности пом. командира и командира этой роты участвовал в боях с петлюровцами и белополяками в Каменец-Подольской, Волынской губерниях и в Галиции.

#### Межвоенные годы
В послевоенный период  Еременко продолжал служить в 60-й стрелковой дивизии в КВО начальником связи 60-го отдельного кавалерийского полка и командиром отдельной роты связи 178-й бригады. В мае 1921 года переведен в 24-ю Самаро-Симбирскую железную дивизию УВО, где занимал должности начальника связи 208-го и 216-го стрелковых полков. В ее составе принимал участие в борьбе с бандитизмом в Каменец-Подольской губернии. В июле 1922 года назначен начальником связи 14-го отдельного пограничного батальона 2-й пограничной дивизии (впоследствии переименован сначала в 9-й, затем в 5-й и 21-й пограничные батальоны). В апреле 1924 года назначен начальником связи 134-го территориального полка 45-й территориальной дивизии, переименованного затем в 299-й стрелковый полк в составе 100-й стрелковой дивизии. С ноября 1925 года по август 1926 года находился на учебе на повторных курсах среднего комсостава при Киевской военной школе связи, затем вернулся в полк на прежнюю должность. Член ВКП(б) с 1926 года. С декабря 1927 года был курсовым командиром, а с февраля 1931 года — командиром роты курсантов Киевской военной школы связи. В сентябре 1932 года командирован на подготовительный курс в Военную академию РККА им. М. В. Фрунзе, в апреле 1933 года — переведен на основной факультет академии. По завершении обучения в ноябре 1936 года назначен командиром батальона курсантов Киевского военного училища связи им. М. И. Калинина. В ноябре 1937 года зачислен слушателем в Академию Генштаба РККА. В феврале 1938 года за участие в Гражданской войне и в честь 20-летия РККА он был награжден орденом Красного Знамени и медалью «XX лет РККА». В январе 1939 года полковник  Еременко со 2-го курса академии был направлен в ХВО помощником командира 23-й стрелковой дивизии. С августа исполнял должность командира 162-й стрелковой дивизии. В январе 1940 года дивизия была расформирована, а полковник  Еременко направлен в ОдВО командиром 116-й стрелковой дивизии. Накануне войны она находилась в непосредственном подчинении командующего войсками округа и дислоцировалась в городе Николаев.

#### Великая Отечественная война
С началом  войны продолжал командовать этой дивизией. В середине июля 1941 года она была передислоцирована по ж. д. в район город Черкассы, где вошла в состав 26-й армии Юго-Западного фронта. Во второй половине июля 116-я стрелковая дивизия под командованием полковника  Еременко совместно с частями 212-й моторизованной дивизии прикрывала переправы через Днепр в районе Черкасс. В начале августа она вошла в состав вновь сформированной 38-й армии и продолжала оборонять черкасский плацдарм на фронте Белозерье, Степанки, Худяки (Киевская оборонительная операция). В начале сентября 1941 года дивизия совместно с частями 212-й стрелковой дивизии занимала оборону по левому берегу р. Днепр от Чапаевка до устья р. Ворскла (южнее Кременчуга). В том же месяце полковник  Еременко был контужен и до апреля 1942	года находился на лечении в госпитале, по выздоровлении в мае назначен начальником штаба Сталинградского ВО.
5 сентября 1942 года назначен врид начальника штаба 28-й армии, однако в должность не вступил. По прибытии в армию в конце сентября он был допущен к командованию 169-й стрелковой дивизией 64-й армии Сталинградского фронта. Непосредственно руководил оборонительными боями дивизии на подступах к Сталинграду и в городе. С ноября 1942 года, в ходе начавшегося контрнаступления Красной армии под Сталинградом, дивизия под его командованием принимала участие в прорыве обороны противника в направлении на Калач и в ликвидации его окруженной группировки под Сталинградом.
1 марта 1943 года полковнику Я. Ф. Еременко присвоено воинское звание «генерал-майор».
В марте 1943	года дивизия была переброшена на Западный фронт в состав 16-й армии (с 1.5.1943 г. — 11-я гвардейская). В июле она в составе той же армии была передислоцирована на Брянский фронт и приняла участие в Орловской наступательной операции. В октябре 1943 года дивизия в составе Белорусского фронта участвовала в Гомельско-Речицкой наступательной операции, в ходе которой освободила город Гомель. С января 1944 года генерал-майор  Еременко находился на лечении по болезни в Москве в 1-м Коммунистическом военном госпитале. В феврале он убыл в распоряжение Военного совета Дальневосточного фронта и по прибытии назначен командиром 255-й стрелковой дивизии 25-й армии. В июле освобожден от должности по состоянию здоровья и отозван в распоряжение ГУК. В том же месяце назначен командиром 24-й гвардейской стрелковой дивизии, входившей в состав 2-й гвардейской армии. Однако уже 9 августа он был отстранен от должности и назначен затем командиром 67-й гвардейской стрелковой дивизии 1-го Прибалтийского фронта. Решительно командовал дивизией при прорыве сильно укрепленной полосы обороны противника северо-западнее Шяуляя. Пройдя с боями более 90 км, она участвовала в освобождении 120 нас. пунктов, нанеся большие потери противнику в живой силе и технике.
Вследствие острого психоза, вызванного контузией, полученной еще в сентябре 1941 года, 11 января 1945 года госпитализирован на лечение в ФЭП-165. Умер 13 февраля 1945 года от паралича дыхания и сердечной деятельности.
Похоронен на офицерском кладбище в городе Паневежисе (Литва).

### Семья
Жена — Александра Саввична Ерёменко.
Дочь — Тамара Яковлевна Ерёменко г.1938.
Дочь — Валентина Яковлевна Ерёменко.
Сын — Владимир Яковлевич Ерёменко.

## Награды
Был награжден орденом Ленина (21.02.1945), тремя орденами Красного Знамени (01.03.1938, 09.03.1943, 03.11.1944), орденами Суворова 2-й степени (27.08.1943), Отечественной войны 1-й степени (29.04.1945) и медалями.